# 월요시대극
월요일 시대극(月曜時代劇)은 2001년 10월 - 2006년 3월 사이에 TV 아사히 월요일 19:00 - 19:54 (JST)에 설치되어 한 시대극 전문 방송 시간이다.

## 방송된 작품
2001년
- 망나니 장군 (제11 시리즈)

2002년
- 핫초보리의 7인 (제3 시리즈)
- 세 마리가 벤다!
- 망나니 장군 (최종 시리즈)
- 어린이 동반 늑대 제1부

2003년
- 핫초보리의 7인(제4 시리즈)
- 천벌 가게붉은 어둠의 시말 첩
- 어린이 동반 늑대 제2부

2004년
- 핫초보리의 7인(제5 시리즈)
- 니가타 헤이지  (제1 시리즈)
- 어린이 동반 늑대 완결편
- 츄신구라

2005년
- 핫초보리의 7인 (제6 시리즈)
- 명봉행! 오오오카 에치젠 (제1 시리즈)
- 니가타 헤이지  (제2 시리즈)
- 사회 개혁 준안! 인정 검

2006년
- 핫초보리의 7인 (제7 시리즈)